# Melanie Pfeifer
Melanie Pfeifer (* 25. August 1986 in Frankfurt am Main) ist eine deutsche Kanutin, die im Kanuslalom antritt.
Bei den Kanuslalom-Europameisterschaften 2009 in Nottingham belegte Melanie Pfeifer den vierten Platz in der Einzelwertung und erhielt mit der Mannschaft die Bronzemedaille. Im Jahr darauf gewann sie in Čunovo den Europameistertitel mit der Mannschaft, bei den Weltmeisterschaften im gleichen Jahr erhielt sie in der Mannschaftswertung die Silbermedaille. 2011 erhielt sie mit der Mannschaft die Bronzemedaille bei den Weltmeisterschaften. 2012 fanden die Europameisterschaften auf ihrer Heimstrecke in Augsburg statt, Pfeifer gewann den Titel mit der Mannschaft und belegte in der Einzelwertung den zweiten Platz. Zwei Jahre später erhielt sie bei den Europameisterschaften in Wien ebenfalls Silber im Einzelwettbewerb, mit der Mannschaft belegte sie in Wien den vierten Platz. Bei den Weltmeisterschaften 2014 auf dem Deep Creek Lake in Maryland erreichte Melanie Pfeifer den dritten Platz in der Einzelwertung, mit der Mannschaft belegte sie den fünften Platz. 2015 fanden die Europameisterschaften in Markkleeberg statt, die deutsche Mannschaft belegte den achten Platz, in der Einzelwertung kam Melanie Pfeifer auf den neunten Rang. Bei den Weltmeisterschaften 2015 in London erhielt Pfeifer die Bronzemedaille in der Einzelwertung. Ihren bis dahin größten Erfolg erreichte Melanie Pfeifer bei den Europameisterschaften 2016 in Liptovský Mikuláš, sie gewann in der Einzelwertung und erhielt mit der Mannschaft Silber. Bei den Olympischen Spielen 2016 belegte sie den siebten Platz. Ihr Trainer Stefan Henze starb während der Olympischen Spiele 2016 infolge eines Verkehrsunfalls.
Melanie Pfeifer startet für den Verein Kanu Schwaben Augsburg. 2009, 2011, 2013 und 2014 gewann sie jeweils die deutschen Meistertitel im Einzel. In den Jahren 2009 und 2011 wurde sie in der Mannschaft Deutsche Meisterin.